# Денис, Херман
Херма́н Густа́во Де́нис (исп. Germán Gustavo Denis; 10 сентября 1981, Ремедиос-де-Эскалада, провинция Буэнос-Айрес) — аргентинский футболист, нападающий. Игрок итальянского клуба «Реал Калепина».

## Карьера
Херман Денис начал карьеру в 1997 году в клубе «Тальерес» (Ремедиос-де-Эскалада), болельщиком которого он был. Он провёл два сезона в команде, после чего перешёл в «Кильмес», за который провёл четыре игры и забил два гола. В середине 2000 года Денис перешёл в «Лос-Андес», где провёл один год, «вылетев» во второй аргентинский дивизион. В январе 2002 года Денис уехал в Италию выступать за «Чезену». В составе этого клуба Денис провёл два сезона, сыграв в 29 играх и забив три гола.
В 2003 году Денис вернулся на родину, в клуб «Арсенал» (Саранди). В этой команде он впервые начал использоваться в атаке. В 2004 году в клуб пришёл Хосе Луис Кальдерон, который составил вместе с Денисом пару нападения. Этот дуэт позволил клубу набрать рекордные для себя 30 очков в Клаусуре 2005. После этого, «Арсенал» выкупил за 50 тыс. долларов контракт Дениса и перепродал его в «Колон». В составе этой команды он провёл один сезон, выступая в центре атаки клуба вместе с Эстебаном Фуэртесом, благодаря чему Денис забил семь голов в Клаусуре 2006.
В конце 2006 года Денис перешёл в «Индепендьенте», куда его пригласил его бывший наставник в «Арсенале», Хорхе Бурручага. В клубе Денис демонстрировал невысокую результативность: шесть голов в Апертуре 2006 и четыре мяча в Клаусуре 2007. Из-за этого Херман принял решение покинуть клуб. Но новый главный тренер команды Педро Трольо доверился Денису и гарантировал ему место в составе. В Апертуре 2007, Денис забил 18 голов, что позволило ему стать лучшим бомбардиром чемпионата. Этот результат стал вторым, после 20 голов Мартина Палермо, среди всех чемпионатов Аргентины за годы проведения двух чемпионатов за сезон. 16 февраля 2008 года, в матче с «Тигрес», Денис впервые за карьеру получил красную карточку. В Клаусуре 2008 он забил девять голов.
27 июня 2008 года Денис перешёл в «Наполи», подписав контракт на пять лет. Сумма трансфера составила 12 млн евро. Сам футболист сказал: «Не могу обещать, что буду забивать большое количество голов. Никто не знает, как сложится моя судьба в новом клубе. Но я очень надеюсь, что принесу новой команде много пользы». 14 августа о дебютировал в составе клуба в матче Кубка УЕФА с «Влазнией». В составе клуба Денис составил дуэт нападения со своим соотечественником Эсекилем Лавесси. 28 сентября он забил первый мяч за «Наполи», поразив ворота «Болоньи» в матче чемпионата Италии. 29 октября того же года Денис сделал хет-трик, забив три гола в ворота «Реджины». Всего в первом сезоне он провёл 34 матча и забил восемь голов. Во втором своём сезоне Денис провёл 29 матчей и забил пять голов, среди который мяч, забитый на третьей добавленной минуте игры и принёсший клубу ничью с «Миланом» на Сан-Сиро. В другом матче с «Миланом» Денис забил автогол, который принёс победу «россонери».
Летом 2010 года Денисом интересовались «Удинезе» и московский «Спартак». 23 июля Денис получил травму левой стопы из-за чего выбыл из строя на два месяца. 17 августа Денис перешёл в «Удинезе», завладевшей половиной прав на игрока, подписав с клубом 5-летний контракт. 19 декабря он забил первый мяч за «Удинезе», поразив ворота «Лацио». По окончании сезона «Удинезе» и «Наполи» договорились о продлении нахождения аргентинца в команде.
25 августа 2011 года Херман Денис был взят в аренду клубом «Аталанта». 11 сентября он дебютировал за клуб в матче с «Дженоа», а в следующей игре, 18 сентября, он забил свой первый мяч за «Аталанту», поразив ворота «Палермо». 29 ноября контракт Дениса, который на тот момент был лучшим бомбардиром чемпионата, был выкуплен «Аталантой».

## Международная карьера
В составе сборной Аргентины Денис дебютировал 16 октября 2007 года в матче с Венесуэлой, где заменил на 55-й минуте игры Карлоса Тевеса. Всего за сборную он провёл пять матчей.

## Достижения
- Лучший бомбардир чемпионата Аргентины: Апертура 2007 (18 голов)